# 610-talet

## Händelser
- 610 - Mellersta delen av Stora kanalen i Kina blir färdig.
- 610 - Herakleios ändrar det officiella språket i Östromerska riket från latin till grekiska.
- 618 - Tangdynastin kommer till makten efter Suidynastin i Kina.

## Födda
- 3 maj 612 – Konstantin III, kejsare av Bysantinska riket

## Avlidna
- 610 – Fokas, kejsare av Bysantinska riket.
- 8 maj 615 – Bonifatius IV, påve.
- 8 november 618 – Adeodatus I, påve.